# 庞迦独
庞迦独，又作迦独尨、独细奴、蒙迦独、旁加独、迦独庞，唐代初年乌蛮蒙舍诏部落渠帅，姓蒙氏。
他是南诏始祖蒙舍庞的儿子。居住在蒙舍川（治今云南巍山彝族回族自治县西北垅圩图山），其父死后，由他统领蒙舍诏部落，约在唐太宗时。迦独庞卒，其子细奴逻，又作独逻，嗣为渠帅。